# أكيكو يادا
أكيكو يادا (باليابانية: 矢田亜希子؛ بالكانا: やだ あきこ) هي ممثلة يابانية، ولدت في 23 ديسمبر 1978 في تاكاتسو-كو في اليابان.

## وصلات خارجية
- أكيكو يادا على موقع IMDb (الإنجليزية)
- أكيكو يادا على موقع قاعدة بيانات الفيلم (الإنجليزية)